# Amtsgericht Mehlauken
Das Amtsgericht Mehlauken war ein preußisches Amtsgericht mit Sitz in Mehlauken, Ostpreußen.

## Geschichte
Das königlich preußische Amtsgericht Mehlauken wurde mit Wirkung zum 1. Oktober 1879 als eines von acht Amtsgerichten im Bezirk des Landgerichtes Königsberg im Bezirk des Oberlandesgerichtes Königsberg gebildet. Der Sitz des Gerichtes war Mehlauken. Aufgehoben wurde die Gerichtskommission Mehlauken beim Kreisgericht Labiau. Sein Gerichtsbezirk umfasste aus dem Kreis Labiau die Amtsbezirke Klein Baum, Cotta, Lauknen, Mehlauken, Obscherninken, Piplin, Popelken, Rosenberg, Szerszantinnen, Spannegeln, Ulsternberg und Uszballen. Am Gericht bestanden 1888 drei Richterstellen. Das Amtsgericht war damit ein mittelgroßes Amtsgericht im Landgerichtsbezirk. Gerichtstage wurden in Lauknen gehalten.
Im Jahre 1945 wurden der Amtsgerichtsbezirk unter sowjetische Verwaltung gestellt und die deutschen Einwohner vertrieben. Damit endete auch die Geschichte des Amtsgerichtes Mehlauken.